# BoxBoy! (série)
Boxboy! est une série de jeux vidéo de puzzle, plateformes et logique créée par HAL Laboratory et publié par Nintendo.
La série traite sur le personnage de Qbby, un carré de couleur blanche pouvant produire une pile de caisses de même taille. Ces caisses sont utilisées pour surpasser les obstacles à travers les différents niveaux dans lesquels le joueur doit guider Qbby jusqu'au but.
Le premier jeu, BoxBoy!, est publié le 14 janvier 2015 sur Nintendo 3DS. Sa suite, BoxBoxBoy!, sort l'année suivante en 2016 sur la même console tout comme le troisième opus Bye-Bye BoxBoy! publié en 2017. Après une année sans sortie, un nouvel jeu nommé BoxBoy! + BoxGirl! sort en 2019 sur Nintendo Switch .

## Jeux
| 2015 | BoxBoy!            |
| 2016 | BoxBoxBoy!         |
| 2017 | Bye-Bye BoxBoy!    |
| 2018 |                    |
| 2019 | BoxBoy! + BoxGirl! |

### BoxBoy!
BoxBoy! est apparu comme un projet expérimental pendant que HAL Laboratory développait Kirby: Triple Deluxe et Kirby et le Pinceau arc-en-ciel. Le projet de BoxBoy! a été conçu en juillet 2011 par Yasuhiro Mukae, un employé deviendra plus tard en directeur de jeu. Le joueur contrôle Qbby, qu'il doit diriger vers son objectif en utilisant des caisses pour surmonter les obstacles. Le jeu est très bien reçu par la critique,.

### BoxBoxBoy!
BoxBoxBoy! est un jeu de puzzle, plateformes et logique pour la Nintendo 3DS. Le jeu a été publié en premier en Japon en janvier 2016, et dans autres territoires en juin de la même année. Le jeu introduit le concept de pouvoir créer deux piles de caisses à la fois. Le jeu a été bien reçu par la critique, mais est accusé d'être « peu novateur »,

### Bye-Bye BoxBoy!
Bye-Bye BoxBoy! est un jeu de plateformes, logique et puzzles pour la Nintendo 3DS. Le jeu est publié globalement en 2017. Il ajoute la possibilité d'avoir des caisses avec diverses habilités et introduit les Qbabies que Qbby doit escorter jusqu'à la fin du niveau,.

### BoxBoy! + BoxGirl!
BoxBoy! + BoxGirl! est un jeu de plateformes, puzzles et logique. Il est le quatrième et plus récent jeu de la série, et le premier à être publié sur la Nintendo Switch. Il est la suite de Bye Bye BoxBoy!. Le jeu ajoute le jeu en multijoueur. Il présente deux nouveaux personnages, un féminin appelé Qucy et l'autre masculin appelé Qudy. Le jeu est publié dans le monde entier le 26 avril 2019 et est seulement disponible sur le Nintendo eShop. Le jeu est loué par la critique, surtout pour son mode multijoueur.